# 1962 год
1962 (ты́сяча девятьсо́т шестьдеся́т второ́й) год  по григорианскому календарю — невисокосный год, начинающийся в понедельник. Это 1962 год нашей эры, 2‑й год 7‑го десятилетия XX века 2‑го тысячелетия, 3‑й год 1960‑х годов. Он закончился 63 года назад.
| Пн | Вт | Ср | Чт | Пт | Сб | Вс |
| 1  | 2  | 3  | 4  | 5  | 6  | 7  |
| 8  | 9  | 10 | 11 | 12 | 13 | 14 |
| 15 | 16 | 17 | 18 | 19 | 20 | 21 |
| 22 | 23 | 24 | 25 | 26 | 27 | 28 |
| 29 | 30 | 31 |    |    |    |    |

| Пн | Вт | Ср | Чт | Пт | Сб | Вс |
|    |    |    | 1  | 2  | 3  | 4  |
| 5  | 6  | 7  | 8  | 9  | 10 | 11 |
| 12 | 13 | 14 | 15 | 16 | 17 | 18 |
| 19 | 20 | 21 | 22 | 23 | 24 | 25 |
| 26 | 27 | 28 |    |    |    |    |

| Пн | Вт | Ср | Чт | Пт | Сб | Вс |
|    |    |    | 1  | 2  | 3  | 4  |
| 5  | 6  | 7  | 8  | 9  | 10 | 11 |
| 12 | 13 | 14 | 15 | 16 | 17 | 18 |
| 19 | 20 | 21 | 22 | 23 | 24 | 25 |
| 26 | 27 | 28 | 29 | 30 | 31 |    |

| Пн | Вт | Ср | Чт | Пт | Сб | Вс |
|    |    |    |    |    |    | 1  |
| 2  | 3  | 4  | 5  | 6  | 7  | 8  |
| 9  | 10 | 11 | 12 | 13 | 14 | 15 |
| 16 | 17 | 18 | 19 | 20 | 21 | 22 |
| 23 | 24 | 25 | 26 | 27 | 28 | 29 |
| 30 |    |    |    |    |    |    |

| Пн | Вт | Ср | Чт | Пт | Сб | Вс |
|    | 1  | 2  | 3  | 4  | 5  | 6  |
| 7  | 8  | 9  | 10 | 11 | 12 | 13 |
| 14 | 15 | 16 | 17 | 18 | 19 | 20 |
| 21 | 22 | 23 | 24 | 25 | 26 | 27 |
| 28 | 29 | 30 | 31 |    |    |    |

| Пн | Вт | Ср | Чт | Пт | Сб | Вс |
|    |    |    |    | 1  | 2  | 3  |
| 4  | 5  | 6  | 7  | 8  | 9  | 10 |
| 11 | 12 | 13 | 14 | 15 | 16 | 17 |
| 18 | 19 | 20 | 21 | 22 | 23 | 24 |
| 25 | 26 | 27 | 28 | 29 | 30 |    |

| Пн | Вт | Ср | Чт | Пт | Сб | Вс |
|    |    |    |    |    |    | 1  |
| 2  | 3  | 4  | 5  | 6  | 7  | 8  |
| 9  | 10 | 11 | 12 | 13 | 14 | 15 |
| 16 | 17 | 18 | 19 | 20 | 21 | 22 |
| 23 | 24 | 25 | 26 | 27 | 28 | 29 |
| 30 | 31 |    |    |    |    |    |

| Пн | Вт | Ср | Чт | Пт | Сб | Вс |
|    |    | 1  | 2  | 3  | 4  | 5  |
| 6  | 7  | 8  | 9  | 10 | 11 | 12 |
| 13 | 14 | 15 | 16 | 17 | 18 | 19 |
| 20 | 21 | 22 | 23 | 24 | 25 | 26 |
| 27 | 28 | 29 | 30 | 31 |    |    |

| Пн | Вт | Ср | Чт | Пт | Сб | Вс |
|    |    |    |    |    | 1  | 2  |
| 3  | 4  | 5  | 6  | 7  | 8  | 9  |
| 10 | 11 | 12 | 13 | 14 | 15 | 16 |
| 17 | 18 | 19 | 20 | 21 | 22 | 23 |
| 24 | 25 | 26 | 27 | 28 | 29 | 30 |

| Пн | Вт | Ср | Чт | Пт | Сб | Вс |
| 1  | 2  | 3  | 4  | 5  | 6  | 7  |
| 8  | 9  | 10 | 11 | 12 | 13 | 14 |
| 15 | 16 | 17 | 18 | 19 | 20 | 21 |
| 22 | 23 | 24 | 25 | 26 | 27 | 28 |
| 29 | 30 | 31 |    |    |    |    |

| Пн | Вт | Ср | Чт | Пт | Сб | Вс |
|    |    |    | 1  | 2  | 3  | 4  |
| 5  | 6  | 7  | 8  | 9  | 10 | 11 |
| 12 | 13 | 14 | 15 | 16 | 17 | 18 |
| 19 | 20 | 21 | 22 | 23 | 24 | 25 |
| 26 | 27 | 28 | 29 | 30 |    |    |

| Пн | Вт | Ср | Чт | Пт | Сб | Вс |
|    |    |    |    |    | 1  | 2  |
| 3  | 4  | 5  | 6  | 7  | 8  | 9  |
| 10 | 11 | 12 | 13 | 14 | 15 | 16 |
| 17 | 18 | 19 | 20 | 21 | 22 | 23 |
| 24 | 25 | 26 | 27 | 28 | 29 | 30 |
| 31 |    |    |    |    |    |    |

## События

### Январь
- 1 января
  - Государство Западное Самоа провозгласило государственный суверенитет.
  - Введён в действие Воздушный кодекс СССР[1].
- 7 января — попал в автокатастрофу Лев Ландау, до самой смерти в 1968 году не вернувшийся к научной деятельности.
- 11 января — катастрофа в Полярном: в результате взрыва торпед затонули подводные лодки Б-37 и С-350, погибли 79 человек.
- 22 января — ушёл в отставку премьер-министр Танганьики Джулиус Ньерере. Его сменил Рашиди Кавава.
- 27 января — Катастрофа Ан-10 в Ульяновске. 13 погибших.

### Февраль
- 2 февраля — парад планет, в котором участвовали семь из восьми планет солнечной системы (Меркурий, Венера, Земля, Марс, Юпитер, Сатурн, Уран, а также Плутон).
- 3 февраля — США ввели полное эмбарго на торговлю с Кубой.
- 4 февраля — вторая Генеральная национальная ассамблея народа Кубы приняла Вторую Гаванскую декларацию с осуждением решения об исключении Кубы из Организации американских государств (ОАГ) и обвиняющую в заговоре против Кубы США и «олигархические правительства» Латинской Америки[2].
- 9 февраля — в средних школах СССР отменена допризывная военная подготовка[3].
- 10 февраля — на границе Западного и Восточного Берлина состоялся обмен сбитого над территорией СССР американского лётчика Фрэнсиса Пауэрса на советского разведчика Рудольфа Абеля.
- 19 февраля — в Женеве состоялась очередная встреча руководителей трёх противоборствующих лаосских сторон[4].
- 20 февраля
  - 3-й пилотируемый старт США, 1-й орбитальный полёт. Джон Гленн на корабле Меркурий-6.
  - В СССР ужесточены меры по борьбе со взяточничеством. За взяточничество в особо крупных размерах установлено наказание от 8 до 15 лет тюремного заключения или расстрел с конфискацией имущества[5].
- 28 февраля — опубликован проект конституции Северной Родезии.

### Март
- 1 марта — Катастрофа Boeing 707 в Нью-Йорке.
- 2 марта — в результате военного переворота в Бирме установлен режим Революционного совета во главе с генералом Не Вином.
- 4 марта — Катастрофа DC-7 в Дуале — крупнейшая в истории самолётов данной модели.
- 9 марта — Катастрофа Ли-2 на Аральском море.
- 15 марта — президент Джон Кеннеди ввёл в США «Билль о правах потребителя».
- 16 марта
  - В СССР осуществлён запуск спутника Космос-1, положившего начало осуществлению комплексной научной программы.
  - Над Тихим океаном пропал самолёт Lockheed L-1049H Super Constellation американской авиакомпании Flying Tiger Line со 107 людьми на борту, перевозивший военных из Калифорнии в Республику Вьетнам. По количеству жертв это крупнейшее исчезновение самолёта в XX веке.
- 18 марта — подписаны Эвианские соглашения, завершившие войну в Алжире.
- 24 марта — временным президентом Южной Кореи стал генерал Пак Чжон Хи. Президент Юн Бо Сон смещён.

### Апрель
- 28 апреля — Революционный совет Бирмы провозгласил «Бирманский путь к социализму».

### Май
- 3 мая — в Казахской ССР образованы Западно-Казахстанский край и Южно-Казахстанский край[6].
- 5 мая — на учредительном съезде образована Коммунистическая партия Лесото[7].
- 7 мая — силы Патриотического фронта Лаоса заняли город Луангнамтха. На территории, контролировавшейся правительством принца Бун Ума введено осадное положение[8].
- 13 мая — президент США Джон Кеннеди отдал приказ о подготовке войск для военной акции в случае обострения ситуации в Лаосе. К берегам Индокитая отправлена оперативная группа 7-го флота США[8].
- 15 мая — президент США Джон Кеннеди отдал приказ о переброске в Таиланд 4000 военнослужащих на случай помощи по «обеспечению территориальной целостности» Лаоса[8].
- 22 мая — Катастрофа Boeing 707 под Юнионвиллом — крупнейшая в штате Миссури (45 погибших).
- 24 мая — 4-й пилотируемый космический полёт США. Малькольм Карпентер на корабле Меркурий-7.

### Июнь
- 1—2 июня — массовый расстрел бастующих рабочих в Новочеркасске.
- 2 июня — в результате 20-часового урагана Архангельской области нанесён урон на сумму свыше 4 млн рублей, разрушены более 1000 жилых домов, погибли 11 человек[9].
- 3 июня — в парижском аэропорту Орли при взлёте разбился Boeing 707, погибли 130 человек. Первая катастрофа реактивного самолёта с более чем 100 погибшими.
- 4 июня
  - На аудиенции в Луангпхабанге король Лаоса Саванг Ваттхана вновь утвердил Суванну Фуму главой правительства национального единства[8].
  - Катастрофа Ту-104 под Софией.
- 12 июня — после совещания в Кханхае (Долина Кувшинов) принцы Суванна Фума, Суфанувонг и Бун Ум подписали коммюнике об образовании правительства национального единства Лаоса[8].
- 20 июня — США предприняли попытку ядерного взрыва в космическом пространстве. Ракета «Тор», запущенная с острова Джонстон в Тихом океане, уничтожена по команде с земли после обнаружения неполадок. Ядерного взрыва не произошло.
- 22 июня — Катастрофа Boeing 707 в Гваделупе — крупнейшая в данной стране (113 погибших).
- 23 июня — король Лаоса Саванг Ваттхана утвердил состав правительства национального единства во главе с Суванна Фумой[10]. На следующий день прекращены все военные действия на территории страны[11].
- 27 июня — сессия Генеральной Ассамблеи ООН приняла решение о ликвидации бельгийской опеки над Руандой и Бурунди.
- 30 июня
  - Национальный конгресс народных сил в Каире принял Хартию национальных действий, провозгласившую для Египта путь к социализму[12].
  - Катастрофа Ту-104 под Красноярском — крупнейшая в СССР на тот момент (84 погибших).

### Июль
- 1 июля — провозглашена независимость Руанды.
- 2 июля — делегация Лаоса включилась в процесс работы Женевского совещания по лаосской проблеме[11].
- 5 июля — провозглашена независимость Алжира.
- 6 июля — Катастрофа Ил-14 под Ташкентом.
- 8 июля — Катастрофа DC-8 под Джуннаром.
- 9 июля — Правительство Лаоса опубликовало заявление о нейтралитете страны[13].
- 17 июля — американский самолёт X-15, пилотируемый Робертом Уайтом, впервые пересёк границу космоса (50 миль, согласно классификации Военно-воздушных сил США).
- 23 июля — подписаны Женевские соглашения по Лаосу, признавшие нейтралитет этой страны[14].
- 27 июля — в Лаосе подписано соглашение о прекращении огня на всей территории страны[15].
- 28 июля — Катастрофа Ан-10 под Гаграми.

### Август
- 1 августа
  - Западное Самоа и Новая Зеландия заключили договор, по которому все внешние сношения Западного Самоа стали осуществляться через новозеландские дипломатические миссии[16].
  - Совершено покушение на президента Ганы Кваме Нкруму, который встречался с группой школьников в деревне Кулунгугу на севере Ганы. Во время взрыва бомбы погиб один школьник, 56 человек получили ранения, сам Кваме Нкрума не пострадал[17].
- 11 августа — в Советском Союзе на орбиту спутника Земли выведен космический корабль «Восток-3», пилотируемый лётчиком-космонавтом Андрияном Николаевым. Посадка 15 августа.
- 12 августа — в Советском Союзе на орбиту спутника Земли выведен космический корабль «Восток-4» с лётчиком-космонавтом Павлом Поповичем. Совершён первый в мире групповой полёт двух кораблей. Посадка 15 августа.
- 15 августа
  - Подписано соглашение о передаче находящегося под контролем Нидерландов Западного Ириана в состав Индонезии.
  - В результате столкновения погибли 2 стратегических бомбардировщика «Ту-16», погибли оба экипажа, 12 человек[18].
- 22 августа — неудавшееся покушение на президента Франции генерала Ш. де Голля.
- 27 августа 
  - Во Вьентьяне состоялась торжественная церемония вступления в должность министров правительства национального единства Лаоса[15].
  - на советском Дальнем Востоке силами ПВО СССР сбит самолёт-разведчик ВВС США «U-2», нарушивший воздушное пространство СССР[19].
- 31 августа — государство Тринидад и Тобаго провозгласило государственный суверенитет.

### Сентябрь
- 1 сентября — землетрясение в иранском остане Казвин разрушило более 21 тысячи домов и унесло жизни свыше 12 тысяч человек.
- 2 сентября — в Новосибирске был официально зарегистрирован миллионный житель.
- 3 сентября — Катастрофа Ту-104 под Хабаровском, погибли все 86 человек на его борту.
- 9 сентября — ПВО Китая сбила над своей территорией самолёт-разведчик Lockheed U-2 ВВС Тайваня, пилот умер от ран. Впоследствии над КНР сбили ещё четыре U-2 — 1 ноября 1963, 7 июля 1964, 10 января 1965 и 8 сентября 1967 г., во всех случаях — зенитными ракетами советского образца.
- 10 сентября — Катастрофа KC-135 под Споканом, погибли 44 человека.
- 18 сентября
  - В Таизе скончался король Йеменского Королевства имам Ахмед. Принц Мухаммед аль-Бадр провозглашён королём под именем Мухаммеда[20].
  - Катастрофа Ил-14 под Нижними Крестами (Якутия), погибли 32 человека.
- 25 сентября
  - На первом заседании алжирского Национального учредительного собрания провозглашена Алжирская Народная Демократическая Республика.
  - В окрестностях Североморска на взлёте разбился стратегический бомбардировщик «Ту-16», погиб весь экипаж, 6 человек[18].
- 26 сентября — йеменская армия при поддержке танков штурмом взяла королевский дворец Дар аль-Башаир в Сане. В ходе переворота (Йеменская революция 1962 года) монархия свергнута, страна провозглашена Йеменской Арабской Республикой[21].
- 27 сентября — провозглашена временная конституция (Конституционная декларация) Объединённой Арабской Республики.

- 28 сентября — в Йеменской Арабской Республике сформирован Совет революционного командования во главе с Абдаллой ас-Саллялем. В тот же день в Сану и Таиз прибыли первые египетские войска[22][23].

### Октябрь
- 1 октября — Нидерландская Новая Гвинея перешла под управление Временной исполнительной администрации ООН. Спустя полгода эта территория была передана Индонезии.
- 3 октября — 5-й пилотируемый полёт США. Уолтер Ширра на корабле Меркурий-8.
- 9 октября — министр иностранных дел Лаоса Киним Фолсена сообщил Международной контрольной комиссии, что на территории Лаоса нет иностранных войск, о чём свидетельствуют данные всех трёх противоборствующих группировок[24].
- 10 октября — с захвата сторонниками монархии города Саад близ границы Саудовской Аравии началась гражданская война в Северном Йемене[25].
- 11 октября — начало работы II Ватиканского собора.
- 15 октября — началось противостояние между США и СССР из-за советских ядерных ракет, размещённых на Кубе (Карибский кризис). Конфликт поставил весь мир на грань ядерной войны (кризис был разрешён через 13 дней). Убраны советские ракеты с Кубы и американские из Турции.
- 16 октября — вышла в эфир молодёжная радиостанция «Юность».
- 22 октября — приводнение DC-7 в Ситке.
- 25 октября — Катастрофа Ту-104 в Москве. 11 погибших.
- 27 октября — апогей Карибского кризиса («Чёрная суббота»).
- 30 октября — провозглашена Конституционная декларация Йеменской Арабской Республики, ставшая временной конституцией сроком на 5 лет[22].

### Ноябрь
- 1 ноября — в СССР произведён запуск АМС «Марс-1», первого космического аппарата, запущенного к Марсу.
- 5 ноября — Тодор Живков заявил на VIII съезде Болгарской коммунистической партии, что ЦК БКП считает реальной задачу начать постепенный переход Болгарии к коммунизму к середине предстоящего двадцатилетия[26].
- 8 ноября — между Египтом и Йеменской Арабской Республикой подписан договор о взаимной обороне, узаконивший пребывание в Йемене египетского экспедиционного корпуса. Вскоре Анвар Садат назначен представителем президента Насера в Йемене[25].
- 18 ноября — в журнале «Новый мир» № 11 опубликована повесть Александра Солженицына «Один день Ивана Денисовича».
- 26 ноября — президент Конго Жозеф Касавубу объявил амнистию участникам оппозиции и сепаратистского движения в стране[27].
- 27 ноября — катастрофа Boeing 707 под Лимой.
- 28 ноября — в Лаосе подписано коммюнике о создании единой национальной армии[24].

### Декабрь
- 2 декабря — референдум в Южной Корее. За новую конституцию проголосовали 78 % участвовавших в голосовании.
- 9 декабря — Танганьика провозглашена Республикой. Джулиус Ньерере стал президентом; пост премьер-министра, который занимал Рашиди Кавава, упразднён.
- 12 декабря — председатель Совета революционного командования Северного Йемена Абдалла ас-Салляль выступил с программой модернизации страны. В тот же день ему присвоено звание маршала[22].
- 15 декабря
  - Прокламацией короля Непала обнародована новая конституция страны. В Непале введена панчаятская система[28].
  - Сформировано первое африканское коалиционное правительство Северной Родезии.
- 17 декабря
  - Генерал Пак Чжон Хи вступил на пост президента Южной Кореи.
  - Принята новая Конституция княжества Монако[29].
- 19 декабря — Египет выразил готовность отозвать египетский экспедиционный корпус из Северного Йемена, если Саудовская Аравия прекратит поддержку вооружённых отрядов йеменских монархистов[30]

### Без точных дат
- Изобретена игрушка спирограф, ставшая лучшей обучающей игрушкой на протяжении 4 лет подряд (1965—1969).

## Персоны года
Человек года по версии журнала Time — Иоанн XXIII, папа римский.

## Родились
См. категорию

### Январь
- 5 января — Сьюзи Эмис, американская актриса и фотомодель.
- 6 января — Рене Корнехо Диас — перуанский политик, премьер-министр Перу в 2014 году.
- 7 января
  - Александр Дугин, российский философ, политолог и публицист.
  - Сати Спивакова, советская и российская актриса, телеведущая.
  - Халли Тодд, американская телевизионная актриса.
- 9 января — Сесилия Габриэла, мексиканская актриса.
- 11 января — Ким Коулз, американская телевизионная актриса и комедиантка.
- 14 января — Сергей Лейбград, советский поэт, литературный деятель, публицист.
- 17 января — Джим Керри, американский комедийный киноактёр.
- 18 января — Тамара Гвердцители, эстрадная певица, народная артистка Грузинской ССР и РФ.
- 20 января — Софи Томпсон, британская актриса.
- 24 января — Барбара Куписти, итальянская актриса, режиссёр, сценарист.
- 28 января
  - Лариса Брохман, российская актриса озвучивания, певица.
  - Тайра Феррелл, американская актриса.
- 29 января
  - Ёсиюки Садамото, японский мангака, дизайнер аниме-студии Gainax.
  - Николас Туртурро, американский актёр.
- 30 января
  - Дмитрий Замятин, советский географ, культуролог, эссеист, поэт.
  - Абдалла II, король Иордании.

### Февраль
- 3 февраля — Мишель Грин, американская актриса, певица и автор песен.
- 4 февраля — Виктор Бирюков, советский предприниматель и политик.
- 5 февраля
  - Дженнифер Джейсон Ли, американская актриса, сценарист, продюсер и певица.
  - Виктор Раков, советский и российский актёр театра и кино.
- 6 февраля — Эксл Роуз, американский рок-музыкант, фронтмен группы Guns N' Roses.
- 7 февраля — Брайан, Дэвид, клавишник и бэк-вокалист американской рок-группы Bon Jovi.
- 9 февраля — Алексей Пиманов, советский журналист, продюсер, режиссёр, ведущий телепрограмм и политический деятель.
- 10 февраля
  - Роза Сябитова, телеведущая, сваха
  - Клиффорд Бёртон, бас-гитарист группы Metallica (ум. 1986).
- 11 февраля — Николай Девлет-Кильдеев, советский и российский гитарист, участник рок-группы «Моральный Кодекс».
- 13 февраля
  - Сергей Габриэлян, советский и российский актёр театра и кино.
  - Максим Леонидов, советский и российский музыкант, актёр.
  - Александр Песков, российский артист эстрады, пародист.
- 16 февраля — Диана Рахимова, российская актриса театра и кино.
- 18 февраля — Джули Стрэйн, американская актриса и фотомодель.
- 20 февраля — Елизавета Глинка, российский общественный деятель и правозащитник. Филантроп, по образованию врач-реаниматолог, исполнительный директор Международной общественной организации «Справедливая помощь» (погибла в 2016)

### Март
- 10 марта — Жасмин Гай, американская актриса, певица и танцовщица.
- 11 марта — Барбара Элин Вудс, американская актриса.
- 12 марта — Джулия Кэмпбелл, американская актриса.
- 15 марта — Игорь Алейников, советский кинорежиссёр (погиб в 1994).
- 21 марта
  - Мехди Джомаа, тунисский политик, премьер-министр Туниса.
  - Мэттью Бродерик, американский актёр театра и кино, кинорежиссёр.
  - Рози О’Доннелл, американская телеведущая, комедийная актриса, продюсер, певица.
- 22 марта — Катажина Фигура, польская актриса.
- 23 марта — Дженни Райт, американская киноактриса.
- 25 марта — Марсия Кросс, американская телевизионная актриса
- 28 марта — Александра Биллингс, американская актриса и певица.

### Апрель
- 3 апреля
  - Александр Симонец, — советский актёр.
  - Джаяпрада, индийская актриса и политик.
  - Дженнифер Рубин, американская актриса и модель.
- 5 апреля — Кирсан Илюмжинов, советский политик, 1-й президент Калмыкии, президент международной шахматной федерации (ФИДЕ).
- 7 апреля — Михаил Круг, советский и российский певец (убит в 2002).
- 9 апреля — Игорь Подольчак, украинский художник и режиссёр.
- 12 апреля — Михаил Турецкий, российский певец, дирижёр, народный артист России, основатель и продюсер арт-группы «Хор Турецкого» и женского музыкального коллектива SOPRANO.
- 18 апреля
  - Джефф Данэм, американский юморист, кукольник-чревовещатель.
  - Пунам Дхиллон, индийская актриса кино, театра и телевидения.
- 24 апреля — Светлана Лазарева, советская и российская эстрадная певица.
- 30 апреля — Николай Фоменко, советский и российский музыкант, певец, один из основателей и участник бит-квартета «Секрет», автор песен, актёр, радио- и телеведущий. Также известен как спортивный комментатор, журналист, шоумен, автогонщик, предприниматель, композитор, бизнесмен, гитарист, сценарист, кинокомпозитор, телепродюсер, кинопродюсер, телережиссёр.

### Май
- 1 мая
  - Майя Моргенштерн, румынская актриса театра и кино.
  - Елена Ханга, российская журналистка, телеведущая и радиоведущая.
- 2 мая
  - Элизабет Берридж, американская актриса и певица.
  - Мици Капча, американская актриса и кинорежиссёр.
- 3 мая — Ирина Ракшина, российская актриса кино и театра.
- 8 мая — Валерий Тодоровский, советский кинорежиссёр.
- 9 мая — Дэвид Гаан, британский музыкант, лидер группы «Depeche Mode».
- 12 мая — Эмилио Эстевез, киноактёр, кинорежиссёр, сценарист, продюсер
- 18 мая
  - Крету Сандра, певица.
  - Батырхан Шукенов, первый солист группы А'Студио (ум. 2015)
- 20 мая — Александр Дедюшко, советский и российский актёр театра и кино (погиб в 2007).
- 24 мая — Артур Беркут (Михеев), рок-музыкант, вокалист групп Автограф, Ария, «Артур Беркут» и другие.
- 26 мая
  - Аркадий Мамонтов, российский тележурналист, телеведущий, автор ряда документальных фильмов на «острые» темы.
  - Джини Фрэнсис, американская телевизионная актриса.
- 28 мая — Андрей Панин, российский актёр (ум. в 2013).
- 30 мая — Кевин Истмен, художник комиксов, издатель, писатель.
- 31 мая — Виктория Руффо, мексиканская актриса и телеведущая.

### Июнь
- 7 июня
  - Наталья Корецкая, российская актриса театра и мюзиклов, певица.
  - Наталья Мерц, советская и российская актриса театра и кино.
- 10 июня
  - Кэролайн Хеннеси, американская актриса.
  - Джина Гершон, американская актриса.
- 13 июня
  - Марк Франкель, британский актёр.
  - Элли Шиди, американская киноактриса.
  - Владимир Правик, советский пожарный, старший лейтенант, принимал участие в тушении пожара и ликвидации последствий аварии на ЧАЭС в 1986-м году. (ум. в 1986)
- 17 июня — Александра Захарова, советская и российская актриса.
- 19 июня — Пола Абдул, американская певица, продюсер, танцовщица, хореограф, актриса и телеведущая.
- 21 июня
  - Виктор Цой, лидер и вокалист советской рок-группы «Кино» (погиб в 1990).
  - Сандра Юхас Акоста, венесуэльская актриса, поэт, сценарист и радиоведущая.
- 28 июня — Вячеслав Гришечкин, советский и российский актёр театра и кино, режиссёр.
- 29 июня — Аманда Донохью, английская актриса.
- 30 июня — Дирдри Лавджой, американская актриса.

### Июль
- 3 июля — Том Круз, американский актёр, кинорежиссёр, продюсер, сценарист.
- 7 июля — Жанна Агузарова, советская и российская певица.
- 8 июля — Джоан Осборн, американская певица и автор песен.
- 11 июля — Сергей Голубицкий, советский писатель, журналист и другое.
- 16 июля — Григорий Лепс (Лепсверидзе), российский певец, композитор.
- 18 июля — Дженсен Бьюкенен, американская актриса мыльных опер.
- 21 июля — Ли Аарон, канадская джаз- и рок-певица.
- 22 июля
  - Роман Мадянов, советский и российский актёр театра и кино.
  - Рина Оуэн, новозеландская актриса, сценарист, продюсер.
- 26 июля — Сергей Кириенко, российский политик, премьер-министр Российской федерации с апреля по август 1998 года.
- 29 июля — Мирослав Шкоро, хорватский певец, музыкант и политик.
- 31 июля — Уэсли Снайпс, американский актёр.

### Август
- 2 августа — Синтия Стивенсон, американская актриса.
- 8 августа — Mohandas Dewese, американский рэпер.
- 6 августа — Мишель Йео, малайзийская актриса и танцовщица китайского происхождения.
- 10 августа — Венера Нигматулина, советская и казахская киноактриса.
- 14 августа — Алёна Свиридова, российская певица, актриса, телеведущая. Член Союза писателей РФ (2002), Заслуженная артистка РФ (2004).
- 19 августа
  - Юрий Стыцковский, советский, российский и украинский комик, режиссёр, сценарист и продюсер, актёр комик-труппы «Маски», руководитель и ведущий программы «Каламбур».
  - Валери Каприски, французская киноактриса.
- 21 августа — Виктор Рыбин, советский музыкант, лидер группы «Дюна».

### Сентябрь
- 1 сентября
  - Рууд Гуллит, нидерландский футболист и футбольный тренер.
  - Кэроли Кармелло, американская актриса и певица.
  - Мишель Мейринк, канадская актриса и бизнесвумен.
- 4 сентября — Вера Фалютинская, советская и российская актриса театра и кино.
- 11 сентября
  - Николай Бандурин, российский артист эстрады, актёр и куплетист, автор-исполнитель.
  - Виктория Полевая, советский композитор.
  - Кристи Макникол, американская актриса.
- 12 сентября — Игорь Шавлак, советский и российский актёр, кинорежиссёр, сценарист и продюсер.
- 15 сентября
  - Дина Лохан, американская телевизионная персона, актриса, кинопродюсер, танцовщица, модельер, писательница и менеджер.
  - Ребекка Миллер, американская актриса, сценарист и кинорежиссёр, представитель независимого кино.
- 24 сентября — Ниа Вардалос, американо-канадская актриса, сценарист, режиссёр и продюсер греческого происхождения.
- 25 сентября — Аида Туртурро, американская актриса.
- 29 сентября — Ирина Георгиевна Агашкова-Коренева, актриса Башкирского республиканского русского Драматического театра.

### Октябрь
- 11 октября — Джоан Кьюсак, американская актриса.
- 12 октября — Аминату Туре, сенегальская женщина-политик, премьер-министр страны в 2013—2014.
- 13 октября — Келли Престон, американская актриса и фотомодель (ум. 2020)
- 16 октября — Дмитрий Хворостовский, советский и российский оперный певец (ум. в 2017).
- 26 октября — Кэри Элвес, британский актёр. Фильмы «Робин Гуд» и другие.
- 28 октября — Дафна Зунига, американская актриса.

### Ноябрь
- 1 ноября — Энтони Кидис, солист «Red Hot Chili Peppers».
- 3 ноября — Гейб Нюэлл, Генеральный директор «Valve».
- 4 ноября — Надежда Горшкова, советская и российская актриса, продюсер.
- 5 ноября — Ирина Мишина, советский и российский журналист, телеведущая, режиссёр, публицист.
- 9 ноября — Терил Ротери, канадская актриса.
- 11 ноября — Деми Мур, американская актриса.
- 16 ноября
  - Игорь Корнелюк, советский и российский музыкант и композитор, певец.
  - Лора Сан Джакомо, американская актриса.
- 19 ноября — Джоди Фостер, американская актриса и режиссёр.
- 22 ноября — Виктор Пелевин, современный писатель.
- 24 ноября — Елена Зайцева, народная артистка Российской Федерации, солистка Московской оперетты.
- 28 ноября — Джейн Сиббетт, американская актриса и продюсер.
- 30 ноября
  - Александр Бородюк, советский и российский футболист, тренер.
  - Стейси Шер, американская актриса и кинопродюсер.

### Декабрь
- 5 декабря — Галина Самойлова, советская и российская актриса театра и кино
- 6 декабря — Джанин Тёрнер, американская актриса.
- 7 декабря — Гресия Кольменарес, венесуэло-аргентинская актриса.
- 8 декабря — Елена Валюшкина, советская актриса.
- 9 декабря — Фелисити Хаффман, американская актриса.
- 10 декабря — Масакадзу Кацура, мангака.
- 14 декабря — Джинджер Линн, американская актриса, кинорежиссёр, сценарист, кинопродюсер, певица и фотомодель.
- 15 декабря — Игорь Угольников, российский актёр, кинорежиссёр, сценарист и продюсер.
- 16 декабря — Марушка Детмерс, нидерландская актриса.
- 26 декабря — Джеймс Коттак, американский музыкант, наиболее известный по участию в рок-группе "Scorpions" (ум. в 2024).
- 30 декабря — Алессандра Муссолини, итальянская актриса, певица, политик, внучка Бенито Муссолини.

## Скончались
См. также: Категория:Умершие в 1962 году
- 22 февраля — Борис Ванников, советский государственный и военный деятель, один из главных организаторов советской атомной программы, трижды Герой Социалистического Труда (род. 1897).
- 4 марта — Пьер Бенуа, французский писатель (род. 1886).
- 19 марта — Василий Сталин, советский военный лётчик, генерал-лейтенант авиации, сын И. В. Сталина.
- 17 мая — Арсений Головко, советский флотоводец, адмирал (род. 1906).
- 25 мая — Сергей Александрович Щербатов, князь, художник, коллекционер и меценат.
- 1 июня — Адольф Эйхман, приговорённый к смерти нацистский преступник, повешен в тюрьме израильского города Рамле.
- 4 августа — Мэрилин Монро, американская кинозвезда (род. 1926).
- 9 августа — Герман Гессе, немецкий писатель, лауреат Нобелевской премии по литературе (1946).
- 21 октября — Илья Чернышёв, чрезвычайный и полномочный посол СССР в Бразилии.
- 18 ноября — Нильс Бор, датский физик, лауреат Нобелевской премии по физике (1922).
- 30 ноября — Макс Фасмер, лингвист, автор этимологического словаря русского языка.
- 3 декабря — Павел Белов, советский военачальник, генерал-полковник, Герой Советского Союза (род. 1897).
- 28 декабря — Альфредо Гонсалес Флорес, президент Коста-Рики в 1914–1917 годах (род. 1877).

## Нобелевские премии
- Физика — Лев Давидович Ландау — «За пионерские работы в области теории конденсированных сред, в особенности жидкого гелия».
- Химия — Джон Коудери Кендрю и Макс Фердинанд Перуц — «За исследования структуры глобулярных белков. Они обнаружили нечто, чего никто ранее не видел, — это была трёхмерная структура молекулы белка во всей её сложности».
- Медицина и физиология — Джеймс Уотсон и Фрэнсис Крик — «За расшифровку структуры ДНК».
- Литература — Джон Стейнбек — «За реалистический и поэтический дар, сочетающийся с мягким юмором и острым социальным видением».
- Премия мира — Лайнус Карл Полинг — «Как автор проекта договора о запрещении ядерных испытаний».